# Pelargoderus siporensis
Pelargoderus siporensis är en skalbaggsart som beskrevs av Stefan von Breuning 1961. Pelargoderus siporensis ingår i släktet Pelargoderus och familjen långhorningar. Inga underarter finns listade i Catalogue of Life.